# Hinundayan
Hinundayan (en cebuano Lungsod sa Hinundayan ; en tagalog : Bayan ng Hinundayan) est une municipalité des Philippines, dans la province de Leyte du Sud, située dans la région des Visayas orientales.
Lors du recensement de 2020, sa population s'élève à 12 398 habitants.

## Géographie
Hinundayan est une municipalité côtière, située au sud-est de l'île de Leyte, sur le golfe de Leyte qui ouvre sur la mer des Philippines.
D'une superficie totale de 59,90 kilomètres carrés, Silago est divisée administrativement en 17 barangays (districts) :
- Amaga
- Ambao
- An-an
- Baculod
- Biasong
- Bugho (Green Valley)
- Cabulisan
- Cat-iwing
- District I (Poblacion)
- District II (Poblacion)
- District III (Poblacion)
- Hubasan
- Lungsodaan
- Navalita
- Plaridel
- Sabang
- Sagbok